# Specifična upornost
Specífična upórnost, specífični upòr, specífična eléktrična upórnost ali specífični eléktrični upòr (oznaka ρ ali ζ) je fizikalna količina, določena kot sorazmernostni koeficient med električnim uporom vodnika R ter razmerjem med dolžino l in presekom vodnika S:
{\displaystyle \rho ={\frac {RS}{l}}}
Mednarodni sistem enot predpisuje za specifično upornost izpeljano enoto Ω m ali Ω mm²/m.
Količina, recipročna specifični električni upornosti je specifična električna prevodnost.